# Hervormde kerk (Bemmel)
De Hervormde kerk is een in oorsprong 12e-eeuws kerkgebouw in het Nederlandse dorp Bemmel, provincie Gelderland. De kerk wordt gebruikt door de Protestantse Gemeente Bemmel.

## Geschiedenis
De oudste vermelding van een kerk te Bemmel is in 1277, als graaf Egbert van Bentheim bevestigt dat zijn vader de kerk en de tienden aan de Duitse Orde heeft geschonken. Ook in de kerkenlijst van de Utrechtse Dom uit 1395 wordt de kerk genoemd. De kerk was gewijd aan de heilige Benignus van Dijon of Donatus.
Van de oorspronkelijke 12e-eeuwse driebeukige tufstenen kerk is alleen de toren behouden gebleven. Het koor en schip zijn in de 15e eeuw vervangen, waarschijnlijk vanwege grote schade door een watervloed. Het gotische koor werd als eerste gebouwd, daarna werd het nieuwe driebeukige schip opgetrokken. In de 16e eeuw werd tegen het koor een kapel aan gebouwd in opdracht van de familie Van Bemmel.
Eind 16e eeuw werd de reformatie ingevoerd, maar de kerk trok weinig gelovigen, omdat de katholieke inwoners eenvoudig te kerke konden gaan in omliggende plaatsen die buiten de Republiek vielen. Omdat de kerk te groot was voor de protestantse gemeente, werden het koor en de kapel in gebruik genomen als dijkmagazijn.
In 1834 werd de kerk grondig verbouwd. De zijbeuken van het schip werden vervangen en de kapel kreeg een topgevel.
Door de Tweede Wereldoorlog moest de noodzakelijk geachte restauratie worden uitgesteld. Vervolgens zorgde het oorlogsgeweld in de winter van 1944-1945 er voor dat de kerk ernstige schade opliep. In 1952-1953 werd de kerk daarom grondig gerestaureerd, waarbij het plafond van het schip werd vervangen en het koorgewelf opnieuw moest worden opgemetseld. De kapel werd als consistoriekamer ingericht. Toen de kerk gereed was, werd begonnen met de restauratie van de toren.

## Beschrijving
De uit vier geledingen bestaande tufstenen toren dateert uit de 12e eeuw. Het 17e-eeuwse spitsdak gaat van vier naar acht zijden en is met leisteen bekleed. In de westmuur is een toegang in renaissancestijl uit 1623, op de plek waar ooit een oudere toegang met een rondboog zat. De 17e-eeuwse klokken zijn tijdens de Tweede Wereldoorlog door de Duitse bezetter afgevoerd.
Van het oorspronkelijke 12e-eeuwse schip zijn nog slechts de hoekpijlers van het koor bewaard gebleven. De twee pijlers tussen de midden- en de zijbeuk zijn nog een restant van het 15e-eeuwse schip. De rest van het schip dateert uit 1834. De buitenzijde is wit gepleisterd. Bij de restauratie van 1952-1953 is de houten zoldering aangebracht.
Het koor heeft een stenen gewelf dat in 1952-1953 opnieuw is gemetseld. Dit gewelf rust op tufstenen muurzuiltjes. De sluitstenen tonen de wapenschilden van enkele adellijke families.
In de kapel zijn muurschilderingen uit circa 1535 aanwezig. Hierop staan aan de linkerzijde de heiligen Christoffel en Petrus afgebeeld, samen met ambtsman Joost van Bemmel; aan de rechterzijde zijn de heiligen Barbara en Catharina zichtbaar, in gezelschap van Anna Vaeck, echtgenote van Joost.
Het orgel stamt uit 1775 en is in 1834 aangepast. Na de Tweede Wereldoorlog werd het vernielde orgel herbouwd.